# Бајано
Бајано (итал. Baiano) је насеље у Италији у округу Авелино, региону Кампанија.
Према процени из 2011. у насељу је живело 4756 становника. Насеље се налази на надморској висини од 195 м.

## Становништво
Према резултатима пописа становништва 2011. у општини је живело 4.730 становника.
| 1931. | 1936. | 1951. | 1961. | 1971. | 1981. | 1991. | 2001. | 2011. |
| ----- | ----- | ----- | ----- | ----- | ----- | ----- | ----- | ----- |
| 3.123 | 3.299 | 4.038 | 4.344 | 4.713 | 5.173 | 4.811 | 4.633 | 4.730 |